# Manoir de la Danière
Le manoir de la Danière est un manoir situé à Amné, dans la région historique du Maine, en France.

## Description
Le manoir de la Danière est un petit manoir d'une seigneurie rurale du début du XVIe siècle. Il se compose d'un corps de logis simple qui présente un décor architectural de transition entre le gothique flamboyant et la première Renaissance. Une cheminée se réfère au modèle florentin dont l'origine remonte à Verrochio et Léonard de Vinci.

## Historique
Les éléments de décor extérieur de la travée XVIe siècle ainsi que l'intégralité de la pièce où se trouve la cheminée font l'objet d'une inscription au titre des monuments historiques le 5 septembre 2003.